# Albrecht I. (Brandenburg)

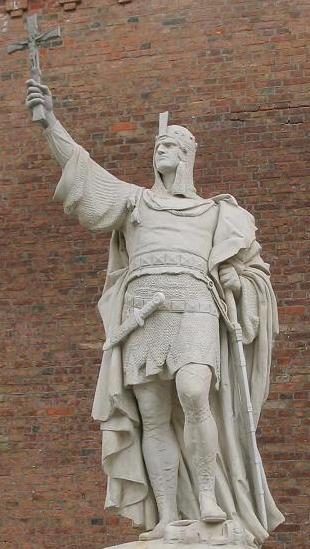
Denkmal Albrechts in der Zitadelle Spandau, Berlin

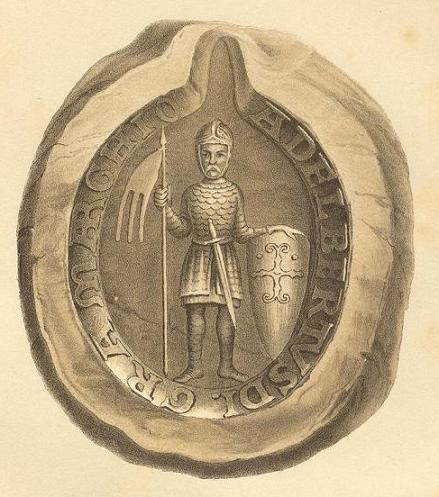
Albrecht auf einem Siegel, Umschrift: Adelbertus D(e)i gr(ati)a marchio (in Brandenborch)

Albrecht I. von Brandenburg (besser bekannt als Albrecht der Bär; urkundlich ausschließlich Adalbert; * um 1100; † 18. November 1170) aus dem Haus Askanien war Graf von Ballenstedt und Orlamünde, Markgraf der Lausitz (1123–31), Markgraf der Nordmark (1134–1157), Herzog von Sachsen (1138–1142) und der erste Markgraf in Brandenburg (1150, 1157–1170).
Er war einer der bedeutendsten mitteldeutschen Fürsten seiner Zeit und gilt als Begründer der Mark Brandenburg und des Fürstentums Anhalt.

## Herkunft
Albrecht war ein Sohn von Graf Otto von Ballenstedt, dieser war 1112 kurzzeitig Herzog von Sachsen. Seine Mutter Eilika war eine Tochter des mächtigen Billungerherzogs Magnus von Sachsen und Sophia, einer Tochter des ungarischen Königs Béla I. Sein Bruder Siegfried war Graf von Orlamünde.

## Entwicklung bis 1150

### Graf von Ballenstedt, Markgraf der Lausitz und der Nordmark
Nach dem Tod des Vaters 1123 übernahm Albrecht die Grafschaft Ballenstedt, die Gebiete vom Ostharz in der Gegend um Aschersleben bis zum Fluss Mulde umfasste.
In diesem Jahr wurde Albrecht von Herzog Lothar von Sachsen auch mit der Mark Lausitz (Niederlausitz) belehnt.
In dieser Zeit muss er schon erste Kontakte zum slawischen Hevellerfürsten Pribislaw in Brandenburg geknüpft haben, denn dieser wurde später als Taufpate von Albrechts Sohn Otto bezeichnet, der in dieser Zeit geboren wurde.
1131 erkannte ihm der spätere Kaiser Lothar III. den Titel eines Lausitzer Markgrafen wieder ab. In den Jahren 1132/1133 nahm Albrecht am Italienfeldzug Lothars teil.
1134 ernannte dieser ihn zum Markgrafen der Nordmark, eines Gebietes östlich der Elbe, das damals weitestgehend unter slawischer Herrschaft stand, wahrscheinlich von Pribislaw. Möglicherweise konnte er aber schon kleinere Gebiete westlich der Havel kontrollieren. Diese Übertragung beinhaltete den Anspruch auf eine Territorialherrschaft im gesamten Gebiet, die ihm schließlich 1150 und 1157 das Recht einräumte, die Markgrafschaft Brandenburg zu übernehmen
Um 1134 überließ der Kaiser dem Askanier zudem das thüringische Erbe über die Grafschaft Weimar-Orlamünde. Die Brakteaten seiner Grafschaft sind wahrscheinlich das früheste Zeugnis der Münzstätte Weimar.
Um 1138/40 war Albrecht an der Gründung des Prämonstratenserstifts in Leitzkau beteiligt, das zu seinem Herrschaftsgebiet der Nordmark gehörte. Er wurde dort Vogt und übernahm Schutzrechte.

### Herzog von Sachsen, 1138–1142
Nach dem Tod Kaiser Lothars III. am 3. Dezember 1137 berief Kaiserin Richenza für den 2. Februar 1138 (Mariä Lichtmess) einen Fürstenkonvent nach Quedlinburg ein, um einen neuen römisch-deutschen König wählen zu lassen und um die Machtverhältnisse in Sachsen gemäß der Disposition des verstorbenen Kaisers zu regeln. Richenza favorisierte ihren Schwiegersohn, den Welfen Heinrich den Stolzen. Albrecht der Bär hatte über seine Mutter Eilika, die jüngere Erbtochter des vorvormaligen Herzogs von Sachsen, auch ein Erbfolgeanrecht auf das Herzogtum. Er hintertrieb die Wahl, indem er die für den Konvent angelegten Vorräte vernichten sowie in der Stadt plündern und brandschatzen ließ. Verabredungen mit den Staufern waren dieser Tat nicht vorausgegangen. Albrecht hatte die Haltung Friedrichs II. und Konrads vorhergeahnt und die Initiative ergriffen. Damit wurde Albrecht Steigbügelhalter für die am 7. März 1138 in Koblenz stattfindende Wahl Konrads von Hohenstaufen zum König.
Der um die Königswürde gebrachte Heinrich übergab dem neugewählten König zwar die Reichsinsignien, unterwarf sich diesem aber nicht. Vom jetzt ausbrechenden Krieg zwischen Staufern und Welfen, bei dem es in erster Linie um das Herzogtum Bayern ging, profitierte Albrecht, der als wichtigster antiwelfischer Parteigänger im norddeutschen Raum zeitweise eine entscheidende Rolle spielte. Um die Position der Welfen weiter zu schwächen, erkannte Konrad III. das Sukzessionsrecht Albrechts an und belehnte ihn mit dem Herzogtum Sachsen.
Mehrere sächsische Fürsten und Markgrafen aus der Anhängerschaft Heinrichs des Stolzen schlossen sich noch 1138 in einem Waffengang gegen Albrecht zusammen. Erste Kämpfe konnte Albrecht mit Unterstützung der Staufer gewinnen, doch schon Ende 1138 gelang es seinen Gegnern, die Bernburg im askanischen Land, auf der Albrechts Mutter Eilika residierte, niederzubrennen. Nach weiteren Niederlagen endete bereits 1139 Albrechts tatsächliche Macht in Sachsen, auch wenn er noch bis 1142 formal Herzog von Sachsen blieb; die Unterstützung der Staufer war nurmehr halbherzig, und einige ehemalige Parteigänger Albrechts wechselten in das Lager Heinrichs des Stolzen. Auf dem Frankfurter Reichstag im Mai 1142 wurde Heinrichs Sohn Heinrich der Löwe mit dem Herzogtum Sachsen belehnt. Nach des Königs Tod wurde 1152 Friedrich Barbarossa Herrscher im Reich; dieser unterstützte in der Folgezeit den Welfen Heinrich.

## Gründer der Mark Brandenburg

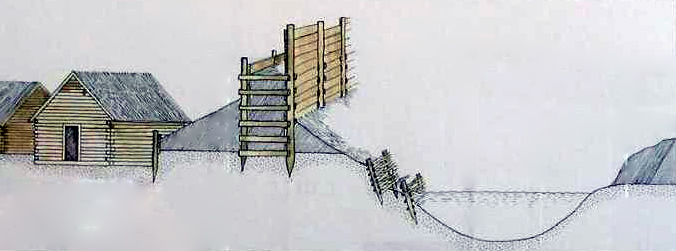
Querschnitt durch einen fiktiven slawischen Burgwall des 10./11. Jahrhunderts

### Politisch-Geografische Situation im Osten

#### Die Slawen zwischen Havel und Oder
Im Zuge der Völkerwanderungen verließen die Semnonen, ein Teilstamm der elbgermanischen Sueben, ab dem 3. und 4. Jahrhundert bis auf wenige Restgruppen ihre Heimat an Havel und Spree in Richtung Oberrhein und gingen in den späteren Schwaben auf. Im späten 6. und 7. Jahrhundert zogen in den vermutlich weitgehend siedlungsleeren Raum Slawen ein.
Östlich einer Linie der Flüsse Havel-Nuthe, im heutigen Barnim und im Ost-Teltow, siedelten die Sprewanen, die ihre Hauptburg am Zusammenfluss von Spree und Dahme im heutigen Berlin-Köpenick bildeten. Westlich der Flüsse, im Havelland und in der südlich angrenzenden Zauche, lebten die Heveller, die sich selbst Stodoranen nannten. Sie errichteten ihre Hauptburg auf der Brandenburg in Brandenburg an der Havel und unterhielten daneben mit dem Spandauer Burgwall eine weitere größere Burg als strategisch wichtigen Außenposten. Diese beiden Stämme im Gebiet der späteren Mark Brandenburg mussten sich nicht nur gegen die übermächtigen Feudalstaaten aus dem Westen wehren, sondern lagen gelegentlich auch untereinander und mit weiteren angrenzenden Slawenstämmen in oft kriegerischem Streit.

#### Beginn der Ostexpansion, erste Marken
Nach den erfolgreichen Feldzügen gegen die Sachsen überließ Karl der Große den mit ihm verbündeten Abodriten 804 mit Nordalbingien vorübergehend einen Teil des sächsischen Siedlungsgebietes. Eine verhältnismäßig ruhige Zeit währte bis zum Jahr 928. In der folgenden so genannten ersten Phase der deutschen Ostsiedlung eroberte König Heinrich I. in den Jahren 928/929 die Brandenburg; die Stämme bis zur Oder wurden tributpflichtig. Unter Otto I. folgte 936 die Errichtung von Marken, deutschen Grenzregionen im Slawenland. Im Lutizenaufstand von 983 verbündeten sich viele slawische Stämme und warfen die Deutschen erneut zurück; für rund 150 Jahre, bis zum Zerfall des Lutizenbundes Mitte des 11. Jahrhunderts, kam die deutsche Expansion von Bistümern und Marken zum Stillstand.

#### Einbindung des Hevellerfürsten Pribislaw-Heinrich ins Reich

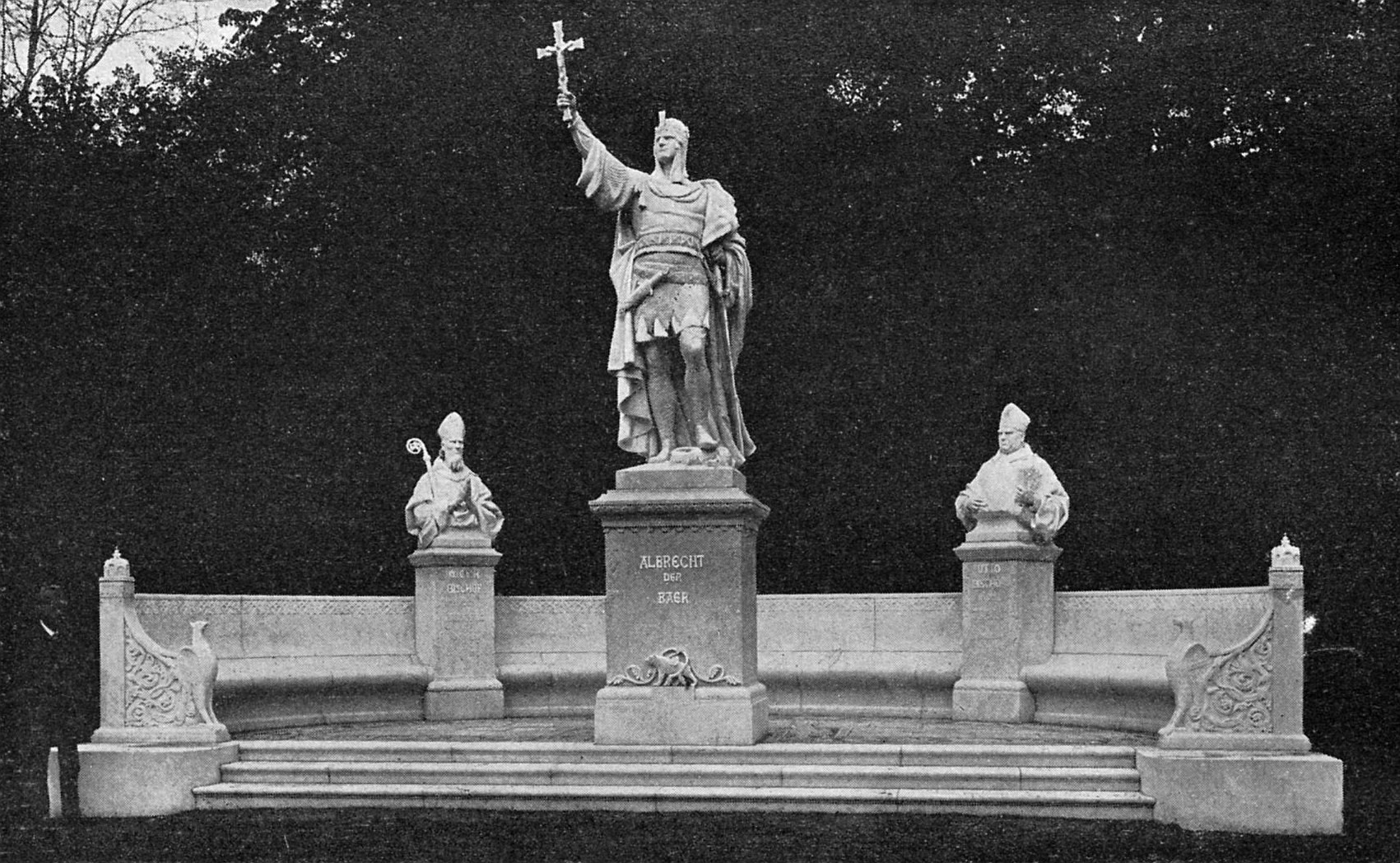
Bischof Wigger von Brandenburg, Albrecht der Bär, Bischof Otto von Bamberg

Im Jahr 1127 kam in der Burg Brandenburg der Hevellerfürst Pribislaw an die Macht. Er trug den deutschsprachigen Taufnamen Heinrich und wird in der Literatur zumeist mit dem Doppelnamen Pribislaw-Heinrich genannt. Da bereits sein Vorgänger Meinfried Christ gewesen war, lässt sich folgern, dass Pribislaw-Heinrich selbst schon als Kind die Taufe empfangen haben wird und nicht erst – wie es die späteren Chronisten in mittelalterlicher Idealisierung glaubend machen – als Fürst. Da er enge Verbindungen zum deutschen Adel pflegte und vom Kaiser offenbar die Krone eines Unterkönigs erlangt hatte, war es den Deutschen gelungen, das Heveller-Gebiet, Brandenburg bis Spandau, in das Reich einzubinden. Die umstrittene Ostgrenze verlief damit zwischen den beiden slawischen Stämmen, den Hevellern und den Sprewanen, geografisch sehr grob gekennzeichnet auf einer Linie der Flüsse Havel-Nuthe. Auf der östlichen Seite in Köpenick (heute Berlin-Köpenick) residierte der Sprewanenfürst Jaxa von Köpenick (Jaxa de Copnic).

### Gründung der Mark Brandenburg und Markgraf

#### Nachfolger von Pribislaw-Heinrich

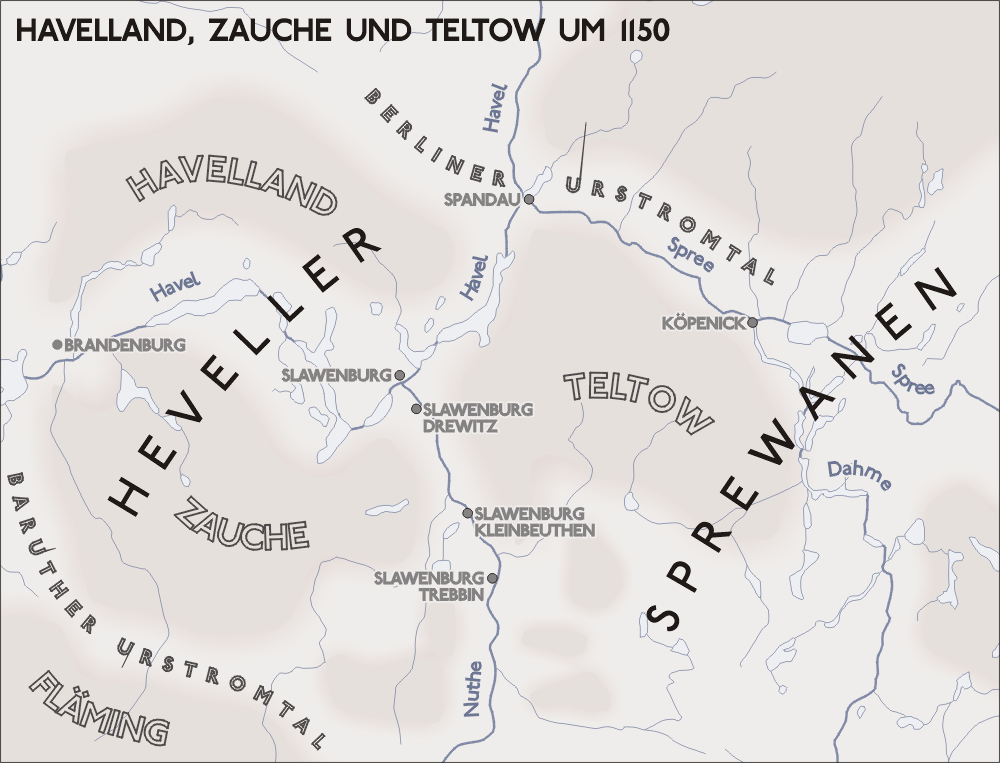
Situation um 1150

Mit der zweiten Phase der Ostsiedlung trieb Albrecht der Bär die expansionistische Ostpolitik der Askanier entscheidend voran. Dabei erwies er sich als geschickter Diplomat. Schon in den Jahren 1123–1125 knüpfte er Kontakte zu Pribislaw-Heinrich, einem Abkömmling der Hevellerfürsten. Pribislaw wollte Fürst der Heveller werden und schloss zu diesem Zweck ein Bündnis mit Albrecht. So wurde er Taufpate von Albrechts erstem Sohn, Otto I., und übergab Otto als Patengeschenk die an den askanischen Streubesitz angrenzende Zauche. Zugleich gab er Albrecht die Zusage, dass er nach Pribislaws Tod dessen Erbe und Nachfolger würde. Dafür versprach ihm Albrecht, das Fürstentum in Besitz zu nehmen, was wohl gegen 1127 gelang. 1134 ernannte Kaiser Lothar Albrecht zum Markgrafen der Nordmark und erhob den Heveller Pribislaw-Heinrich in den Königstand (später wieder aberkannt). Mit dieser Maßnahme wollte Lothar vermutlich weiteren Machtausdehnungen des Askaniers von vornherein einen Riegel vorschieben. Aus ähnlichen Absichten soll die königliche Kanzlei ihn ab ca. 1140 Markgraf von Brandenburg genannt haben, um zu dokumentieren, dass sein Machtbereich der königlichen Herrschaft untersteht. Nach dem Tod Pribislaw-Heinrichs im Jahre 1150 konnte Albrecht die Residenz der Heveller, die Burg Brandenburg, aufgrund der Abmachungen ohne Kampf übernehmen. Damals soll er noch beabsichtigt haben, eine vom König unabhängige Herrschaft über die brandenburgischen Slawen zu errichten. Die Burg Spandau ließ er als askanische Burg neu errichten. Mit diesen Ereignissen wird das Jahr 1150 (statt 1157) von verschiedenen Historikern als der eigentliche Beginn der Geschichte der Mark Brandenburg betrachtet.

#### Verlust und Rückeroberung
Die Bevölkerung der Heveller, die im Gegensatz zu ihrem Fürsten zum Teil noch den alten slawischen Gottheiten nachhing, stand Albrechts Machtübernahme eher ablehnend gegenüber. So konnte der Sprewanenfürst Jaxa von Köpenick, der mit Pribislaw-Heinrich möglicherweise verwandt war und nach dessen Tod ebenfalls Anspruch auf Brandenburg erhob, mit einer Mischung aus Verrat, Bestechung, List und Gewalt und mit polnischer Hilfe die Burg Brandenburg besetzen und die Macht im Hevellerland an sich reißen. Die ältere Geschichtsforschung setzt diese Eroberung für das Jahr 1153 an, gesicherte Quellen zum Datum gibt es nicht. Die jüngere Forschung geht eher vom Frühjahr 1157 aus, da es laut Partenheimer nur schwer vorstellbar sei, dass Albrecht es sich angesichts seiner ungesicherten Position im Reich hätte erlauben können, der Besetzung vier Jahre lang tatenlos zuzusehen.

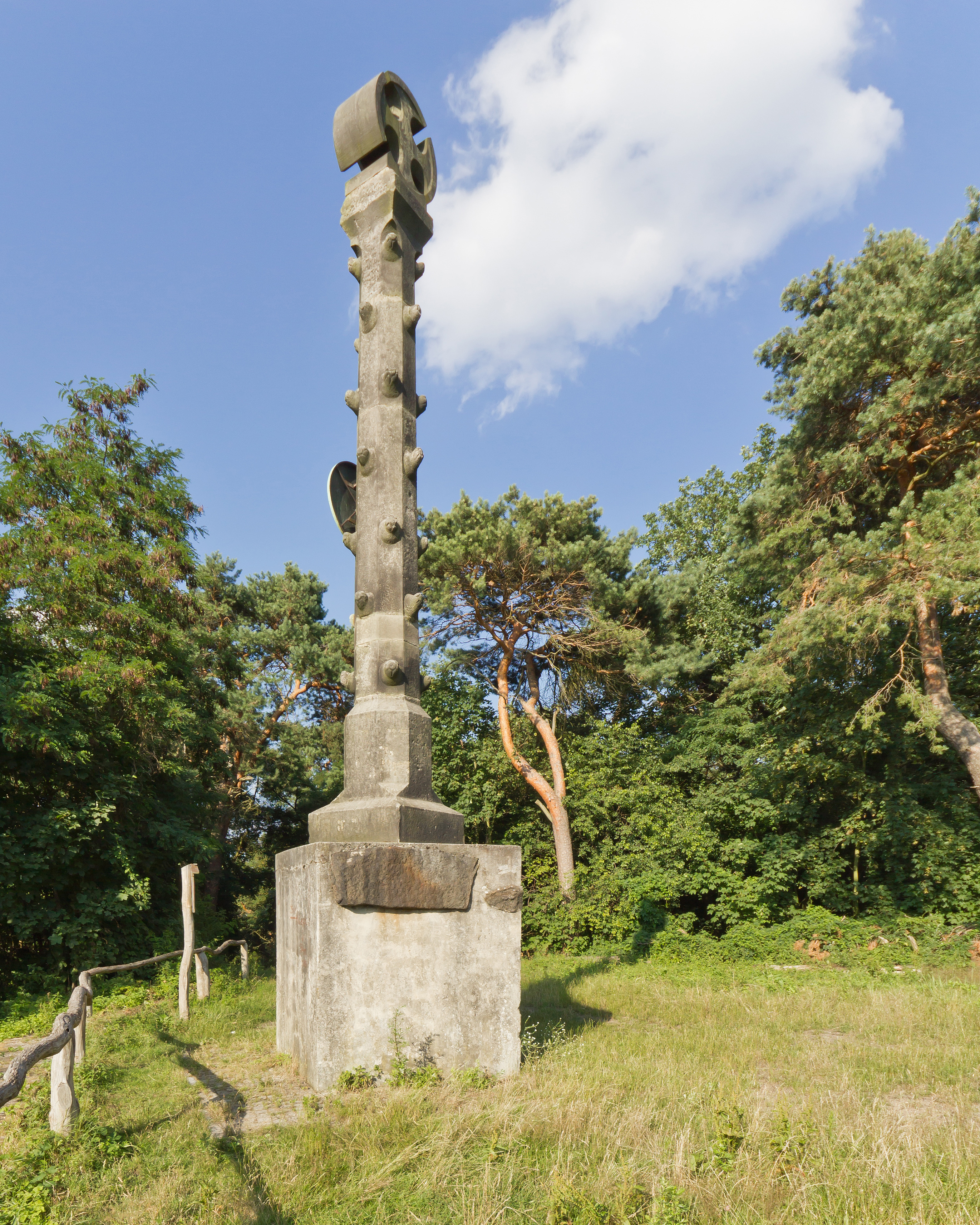
Denkmal für „Jaxa von Köpenick“, am Schildhorn, Havel, Berlin

Am 11. Juni 1157 konnte Albrecht in blutigem Kampf die Burg Brandenburg endgültig zurückerobern, Jaxa von Köpenick vertreiben und eine neue Landesherrschaft auf slawischem Boden begründen. Nachdem ihm der Titel schon zuvor mehrfach zugewiesen worden war, nannte er sich mit einer Urkunde vom 3. Oktober 1157 erstmals auch selbst Markgraf von Brandenburg (Adelbertus Die gratia marchio in Brandenborch). Daher gilt das Jahr 1157 als das tatsächliche Gründungsjahr der Mark Brandenburg. Dieses Datum bekam einen offiziellen Anstrich nicht zuletzt mit dem 2007 gefeierten 850. Geburtstag der Mark.

#### Territorium der Mark und Siedlungspolitik
Die territoriale Ausdehnung dieser ersten Mark Brandenburg entsprach nicht der Ausdehnung des heutigen Flächenstaates. Lediglich das Havelland und die Zauche zählten dazu. Erst in den folgenden 150 Jahren gelang es den Askaniern, Gebiete östlich von Havel-Nuthe, die Uckermark und Regionen bis zum Barnim zu gewinnen und die Mark Brandenburg bis zur Oder auszudehnen.
Wahrscheinlich noch 1157 rief Albrecht der Bär Siedler in die neue Mark, die insbesondere aus der Altmark, dem Harz, Flandern (daher der Begriff Fläming) und den Rheingebieten in das Land kamen. Eine wichtige Rolle spielten dabei Holländer, die nach verheerenden Sturmfluten im eigenen Land gerne neue Siedlungsgebiete annahmen und mit ihrer Erfahrung im Deichbau zu den Eindeichungen von Elbe und Havel beitrugen, die in den 1160er Jahren in Angriff genommen wurden. Die Siedlungspolitik und Stabilisierung der jungen Mark Brandenburg wurde von Albrechts Sohn, Otto I., mit Geschick fortgesetzt; siehe dazu ausführlich und zum Landesausbau Kloster Lehnin.

## Entwicklung nach 1157
Nach 1157 wandte sich Albrecht wieder Angelegenheiten im Reich zu, bereits am 23. Juni 1157 war er in Goslar.
Spuren seiner Tätigkeit in der Mark Brandenburg sind aus den Urkunden seiner Zeit nicht zu erkennen, er ist kein einziges Mal dort sicher bezeugt. Dafür widmete er sich der Entwicklung in der Altmark, den Ort Stendal stattete er 1160 mit dem Marktrecht aus.
Um 1163 bildete sich aufgrund seiner harten Politik ein Bündnis gegen Heinrich den Löwen heraus, das zu Beginn von Albrecht dem Bären angeführt wurde. Selbst sächsische Fürsten schlossen sich der Opposition an. Im Winter 1166 brachen offene Kämpfe aus, die mit der Belagerung der welfischen Burg Haldensleben bei Magdeburg durch Albrecht, den Magdeburger Erzbischof Wichmann und durch Landgraf Ludwig den Eisernen von Thüringen begannen. Trotz des Einsatzes von Belagerungsmaschinen konnte die Burg nicht eingenommen werden. Nach einem vorübergehenden Waffenstillstand im März 1167 gingen die Koalitionskräfte, denen sich weitere Fürsten und kirchliche Würdenträger angeschlossen hatten, im Sommer 1167 erneut mit Waffengewalt gegen Heinrich vor. Goslar, Althaldensleben und die Burg Niendorf wurden erobert; weitere sächsische Burgen und Häuser wurden zerstört, Städte wurden eingeäschert.
Auf Fürstenversammlungen im Juni 1168 konnte Kaiser Barbarossa die Gegner zum erst unbeständigen und am 24. Juni 1170 zum dauerhafteren Frieden zwingen. Der Kaiser bewahrte Heinrich damit vor dem Verlust der Macht – Albrecht der Bär und die mit ihm verbündeten Kräfte konnten die Stellung des Welfen letztlich nicht erschüttern.
Die Teilnahme des nunmehr 70-jährigen Albrecht am Reichstag am 24. Juni 1170 ist belegt. Das letzte bekannte Dokument bezeugt Albrechts Teilnahme an der Weihe des Havelberger Doms am 16. August 1170, drei Monate vor seinem Tod am 18. November 1170. Der Sterbeort ist nicht belegt. Es kommen neben anderen Möglichkeiten, am wahrscheinlichsten Havelberg oder das Ballenstedter Kollegiatstift St. Pancratius und Abundus in Betracht, das von seinen Vorfahren gestiftet wurde. Möglicherweise war dies, einer Sitte der Zeit, sein letzter Rückzugsort, um sich dort auf den Tod vorzubereiten.

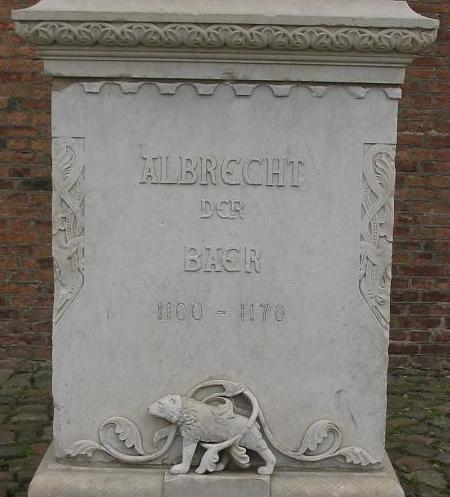
Sockel des Denkmals, Zitadelle Spandau, Berlin

## Ehe und Nachkommen
Albrecht war mit einer Sophia verheiratet. Diese wird meist mit Sophie von Winzenburg identifiziert. Es sind insgesamt zehn Kinder in Chroniken und Urkunden genannt:
- Otto I. von Brandenburg (um 1125–1184), Markgraf von Brandenburg
- Hermann I. (um 1130–1176), Graf von Weimar-Orlamünde
- Siegfried (um 1132–1184), Bischof von Brandenburg und Erzbischof von Bremen
- Heinrich († 1185 oder 1186), Dompropst zu Magdeburg, zuletzt Vorsteher der Domschule
- Hedwig von Ballenstedt († 1203) ⚭ 1147 Markgraf Otto der Reiche von Meißen
- Adalbert (um 1136–1171), Graf von Aschersleben
- Dietrich († 1183), Graf von Werben
- Bernhard (1140–1212), Herzog von Sachsen,
- Gertrud ⚭ 1153 Děpold, böhmischer Fürst aus dem Geschlecht der Přemysliden

## Nachwirkungen
Albrechts Nachkommen entwickelten die Mark Brandenburg bis zum späten 13. Jahrhundert zu einem der größten Fürstentümer ihrer Zeit. Nach deren Aussterben im Mannesstamm 1319/20 führten weitere Geschlechter die Mark.
1731 schuf der märkische Gelehrte Jacob Paul von Gundling eine erste ausführliche Biographie Albrechts. 1864 folgte Otto von Heinemann mit einer weiteren Darstellung, die alle bekannten Urkunden und Chroniken auswertete und lange Jahre maßgebend blieb.
Im späten 19. Jahrhundert wurde Albrecht im Zuge des Nationalismus als Wegbereiter der deutschen Besiedlung in der zuvor wendischen Mark Brandenburg verehrt, und ihm wurden Denkmäler in Ballenstedt und in der Berliner Siegesallee gesetzt.

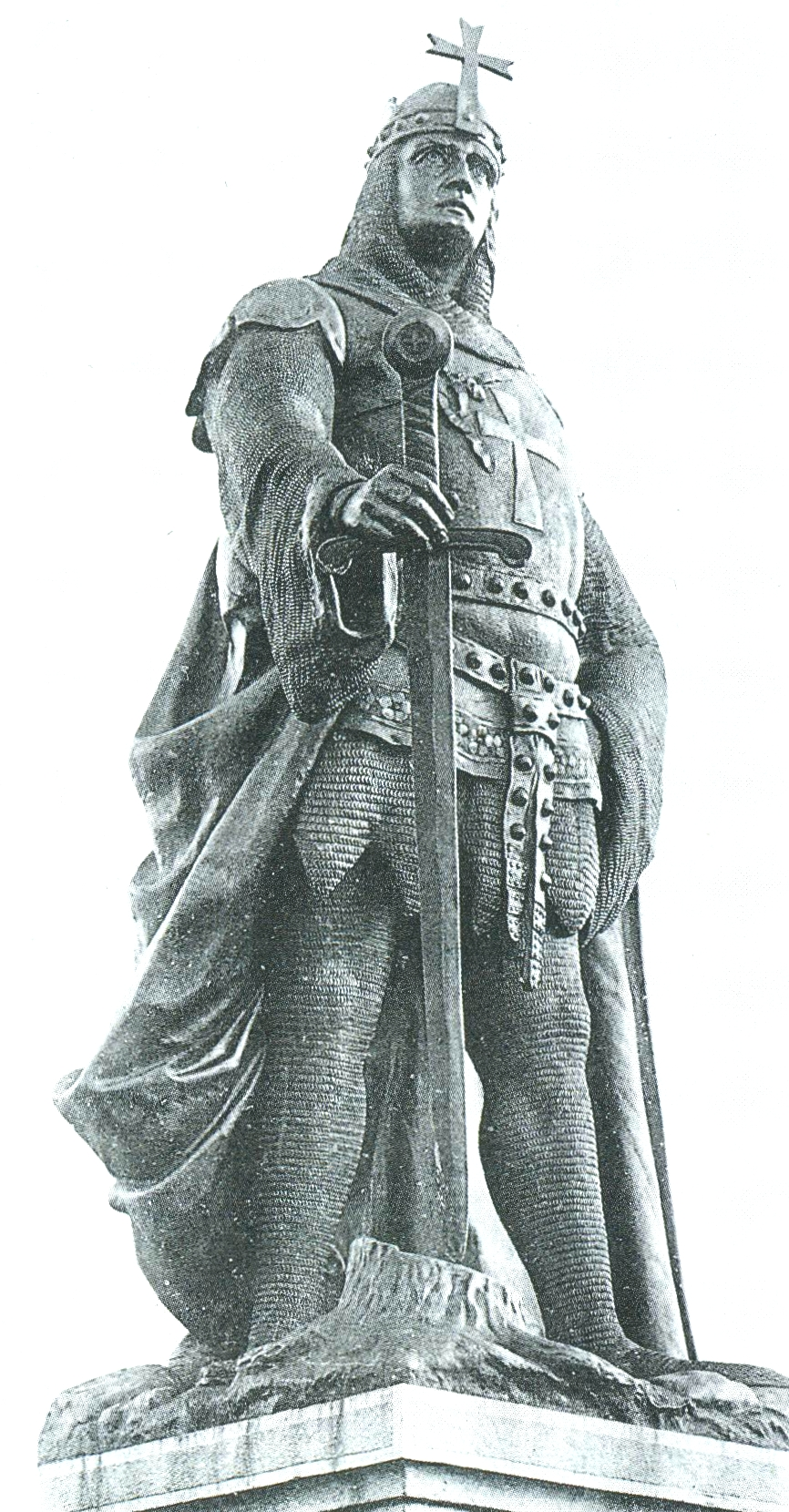
Denkmal Albrechts in Ballenstedt

In den Jahren 1937/1938 wurde durch den Architekten Paul Schultze-Naumburg im Schloss Ballenstedt eine Gruft für Albrecht den Bären in einem mittelalterlich-romanisierenden Stil gestaltet. Eine Gedenkplatte in der Wand wies Albrecht ganz im nationalsozialistischen Sinne als „Wegbereiter ins deutsche Ostland“ aus. Mit der Schaffung dieser vorher nicht bestehenden Grablege wurde die Tradition ins Leben gerufen, dass die jährliche Ostseefahrt der deutschen Hitlerjugend stets in der Albrechtsgruft mit einer Gedenkfeier zu beginnen habe.
An der Universität Halle wurde während der NS-Zeit eine Kameradschaft Albrecht der Bär des NSDStB aufgestellt, deren Altherrenschaft die Landsmannschaft Palaeomarchia bildete.
Zu Albrechts 850. Todestag 2020 wurde die Gruft umgestaltet.

## Itinerar
Aus den über 300 Urkunden oder chronikalischen Notizen lässt sich das Itinerar Albrechts des Bären erstellen, also eine Zusammenstellung, aus der ersichtlich wird, wann er sich wo wie oft aufgehalten hat. Dabei zeichnen sich drei Themenkomplexe ab:
In den 21 Jahren zwischen dem Erbanfall der Brandenburg 1150 und seinem Tode 1170 ist er nur dreimal im ostelbischen Gebiet der entstehenden Mark Brandenburg nachzuweisen, und zwar lediglich durch chronikalische Aufzeichnungen. Es ist daher noch nicht einmal zweifelsfrei nachgewiesen, dass er tatsächlich am 11. Juni 1157 bei der Übergabe der Brandenburg persönlich anwesend war.
Die bei weitem meisten Aufenthalte Albrechts lassen sich im östlichen Harzvorland nachweisen, etwa im Raum Aschersleben – Halberstadt – Magdeburg – Halle – Erfurt, also etwa dem ostfälischen Teil des Herzogtums Sachsen. Vor allem, wenn der König im Rahmen seiner Reiseherrschaft diese wichtige Region des Altreichs besucht, findet sich Albrecht selbstverständlich am Hof ein. Aber auch sonst vernachlässigt er den Reichsdienst nicht, wie zahlreiche Aufenthalte in Köln, Frankfurt am Main, Straßburg, Bamberg und Würzburg zeigen; seine Erfolge dürften nicht zuletzt mit dieser intensiven Kontaktpflege zusammenhängen.
In erstaunlichem Gegensatz zu seiner nur spärlich nachweisbaren Anwesenheit in der Mark Brandenburg (deren Verwaltung und Entwicklung er eher seinen Söhnen überlassen haben dürfte) stehen weitgedehnte Reisen nach Flandern, Dithmarschen, Polen, Böhmen, Italien und schließlich auch ins Heilige Land. Dies besucht er 1158, fast sechzigjährig, gemeinsam mit seiner Frau, die zwei Jahre später stirbt, möglicherweise mitbedingt durch die Strapazen einer solchen „Weltreise“. Ebenfalls Spekulation muss bleiben, dass, da die Pilgerfahrt bald nach der endgültigen Besitznahme der Mark Brandenburg stattfindet, der Besuch am heiligen Grab eine Art Dankabstattung darstellt.